# Championnat du Maroc de football 1970-1971
Navigation
Édition précédente Édition suivante
Le club de la Renaissance de Settat a remporté le championnat du Maroc de football 1970-1971, c'est le premier sacre du club Settati.

## Classement final
| Rang | Équipe                 | Pts | J  | G  | N  | P  | Bp | Bc | Diff |
| ---- | ---------------------- | --- | -- | -- | -- | -- | -- | -- | ---- |
| 1    | Renaissance de Settat  | 70  | 30 | 17 | 6  | 7  | 42 | 28 | +14  |
| 2    | FAR de Rabat T CdT     | 68  | 30 | 13 | 12 | 5  | 33 | 21 | +12  |
| 3    | Union de Sidi Kacem V  | 67  | 30 | 13 | 11 | 6  | 39 | 30 | +9   |
| 4    | Chabab Mohammédia      | 65  | 30 | 12 | 11 | 7  | 38 | 26 | +12  |
| 5    | Raja de Beni Mellal    | 64  | 30 | 12 | 10 | 8  | 27 | 24 | +3   |
| 6    | Difaâ d'El Jadida      | 62  | 30 | 13 | 6  | 11 | 41 | 32 | +9   |
| 7    | Wydad AC               | 60  | 30 | 8  | 14 | 8  | 17 | 20 | -3   |
| 8    | FUS de Rabat           | 59  | 30 | 7  | 15 | 8  | 23 | 24 | -1   |
| 9    | Maghreb de Fès         | 58  | 30 | 8  | 12 | 10 | 28 | 26 | +2   |
| 10   | KAC de Kénitra         | 58  | 30 | 6  | 16 | 8  | 20 | 22 | -2   |
| 11   | Raja Club Athletic     | 57  | 30 | 7  | 13 | 10 | 28 | 32 | -4   |
| 12   | Racing de Casablanca   | 56  | 30 | 6  | 14 | 10 | 31 | 36 | -5   |
| 13   | Mouloudia Club d'Oujda | 56  | 30 | 6  | 14 | 10 | 32 | 38 | -6   |
| 14   | Kawkab de Marrakech P  | 55  | 30 | 7  | 11 | 12 | 20 | 31 | -11  |
| 15   | TAS de Casablanca ↓    | 53  | 30 | 5  | 13 | 12 | 24 | 37 | -13  |
| 16   | Moghreb de Tétouan P ↓ | 52  | 30 | 5  | 12 | 13 | 27 | 43 | -16  |

- Qualifications

- Qualification Coupe du Maghreb des clubs champions 1971-1972
- Champion & qualification Coupe Mohammed V 1972

- Vice-champion
- Relégué en Championnat du Maroc de football D2

- Abréviations

T : Tenant du titre

V : Vice-champion 1969-1970

P : Promus du Championnat du Maroc de football D2  1969-1970

CdT : Vainqueur de la Coupe du Trône de football 1970-1971
Le Hassania d'Agadir et le Youssoufia Club de Rabat sont promus en D1 pour la saison 1971-1972.

## Bilan de la saison
| Championnat du Maroc de football 1970-1971                        |                                   |
| Champion                                                          | Renaissance de Settat (1er titre) |
| Coupes et trophées                                                |                                   |
| Vainqueur de la Coupe du Trône 1971                               | FAR de Rabat                      |
| Vainqueur de la Supercoupe du Maroc 1971                          | Renaissance de Settat             |
| Qualifications continentales                                      |                                   |
| Coupe du Maghreb des clubs champions 1971-1972                    | Renaissance de Settat             |
| Coupe Mohammed V                                                  | Renaissance de Settat             |
| Promotions et relégations                                         |                                   |
| Promus en Championnat du Maroc de football                        | Hassania d'Agadir                 |
| Promus en Championnat du Maroc de football                        | Youssoufia Club de Rabat          |
| Relégués en Championnat du Maroc de football de deuxième division | Moghreb de Tétouan                |
| Relégués en Championnat du Maroc de football de deuxième division | TAS de Casablanca                 |